# Piotr Romaszkan

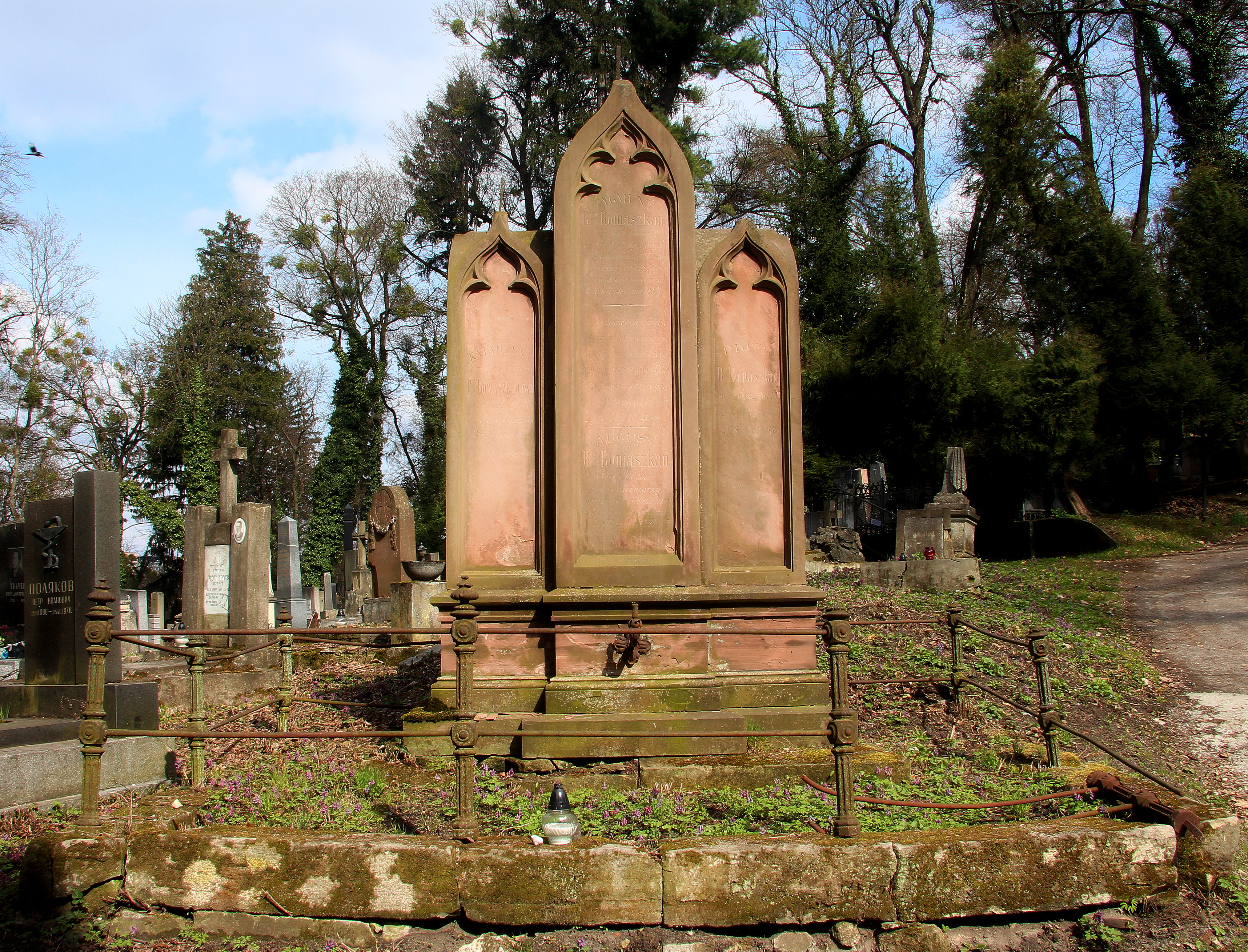

Piotr Paweł Romaszkan-Kirkorowicz, baron, herbu własnego (ur. 9 września 1790 w Kutach – 19 sierpnia 1863 we Lwowie), ziemianin, członek Stanów Galicyjskich, działacz gospodarczy

## Życiorys
Ziemianin, właściciel w latach 1835-1840 dóbr Remenów w pow. żółkiewskim, (sprzedał je w 1840 Józefowi Drzewieckiemu)  oraz od 1850 majątki Laszki i Sroki w pow. mościskim (wniesione jako wiano przez żonę). W latach 1836–1854 był właścicielem dóbr Uhersko w pow. stryjskim, które w 1855 przekazał swemu synowi Zygmuntowi. W l. 1844-1859  posiadał także dobra Ostapie w pow. skałackim które w 1860 przekazał drugiemu synowi Augustowi. Rzeczoznawca ds. dóbr ziemskich Sądu Krajowego we Lwowie (1835-1837). W latach 1846–1850 członek Galicyjskiego Towarzystwa Gospodarskiego. Działacz i członek Komitetu GTG (31 stycznia 1846 - 31 stycznia 1848).
Członek (z grona szlachty od 1859 z baronów) Stanów Galicyjskich (1836-1861). W latach 1857–1862 burmistrz miasta Kuty. Prezes Towarzystwa Pożyczkowego dla przedsiębiorców w Kutach (1857-1863).
Pochowany na cmentarzu Łyczakowskim we Lwowie

## Odznaczenia i wyróżnienia
W 1855 odznaczony Orderem Żelaznej Korony kl. 3. Otrzymał tytuł baronowski 22 sierpnia 1857 (dyplom datowany Wiedeń 3 stycznia 1858).

## Rodzina
Urodził się w ormiańskiej rodzinie ziemiańskiej pochodzącej z Mołdawii, której potwierdzono szlachectwo 8 lipca 1789. Syn Jakuba (1747-1802) i Marii z Kreciuniaków (1759-1802). Ożenił się z Katarzyną Józefą z Bołoz-Antoniewiczów (1803–1847). Mieli dzieci: córkę: Karolinę Sabinę (ur. 1822), żonę Edwarda Adama Komorowskiego (1810-1865) i synów: Zygmunta Jana Piusa (1825-1893) i Augusta Józefa Marię (1827-1889).